# 스타뮤
스타뮤(일본어: スタミュ)는 일본의 애니메이션이다. 2015년 10월부터 12월까지 TOKYO MX 등에서 제1기가 방영되었다. 2016년에 OVA이 발매. 2017년 4월부터 6월까지 제2기가 방영. 2018년 10월에 OVA 제2작이 발매. 2019년 7월부터 9월까지 제3기가 방영되었다.

## 줄거리

### 제1기
음악 연예 분야의 아야나기 학원에 입학한 호시타니 유우타는 중학교 때, 비 내리는 무인의 야외 무대에서 오직 한 사람 뮤지컬을 제작한 이 학교의 학생을 동경했다. 그가 노리는 것은 입학 후별 전형에서 진행되는 코스에서 자신의 뮤지컬 스타 소속됐던 「뮤지컬 학과」. 하지만 여기에 들어가기 위해서는 학원의 뮤지컬 학과 3학년 중 성적 우수자가 소속된 「화행회(華桜会)」의 지도를 받아 「스타반(スター枠)」에 들어가는 게 지름길이었다. 유우타는 후보생 오디션에서 화행회의 이단아 오오토리 이츠키에 트이고 똑같이 그에 선정된 멤버 4명과 함께 「팀 오오토리(team鳳)」로 뮤지컬 학과를 목표로 한다. 아마추어 같은 유우타 이외의 멤버는 연극에 재능이 있지만 각각이 떠안은 문제로 후보생에 남는 것조차 불안 상황에서, 더욱 카오우회의 리더 히이라기 츠바사가 그들과는 별개로 5명의 후보생을 뽑은 「팀 히이라기(team柊)」가 가로막는다.

### 제2기
무사히 뮤지컬 학과에 합격을 하고 2학년에 진급한 팀 오오토리었지만, 이츠키를 포함한 화앵회이 주역을 맡은 졸업 기념 공연 「Shadow & Lights」에서 학과의 엘리트 틀인 「2학년 육성 범위」의 오디션에 도전하게 되었다.

### 제3기
트러블에 휩쓸리면서도 졸업 기념 공연을 성사시킨 2학년 MS반은 여름 휴가를 마치고 2학기 최초의 이벤트가 되릉치제의 반 공연 준비에 착수했다.지도자의 도움을 받지 않고 자신들의 힘만으로 만들어내는 첫 번째이자 마지막 반 공연. 팀의 울타리를 넘어 하나의 컴퍼니가 된 팀 오오토리, 팀 히이라기, 팀 유즈히라의 양날과 벌 화살, 팀 사자나미의 키타하라와 난조는 최고의 무대로 만들겠다는 의욕을 보인다. 그러나, 새로운 화앵회에 의한 학원 개혁에 의해서 팀 히이라기가 하나오쿠라회 프로듀스의 신기획 「오프닝 세리머니」에 출연하게 되어버린다. 화앵회의 지시에 의해서 반 공연을 사퇴할 수밖에 없는 상황에 몰린 팀 히이라기. 한편, 남겨진 멤버는 팀 히이라기를 잃고 반 공연을 할지 여부의 선택을 강요당하다. 그러나 아무래도 14명에서 반 공연을 참지 못한 호시타니는 자신들의 반 공연을 되찾고 싶어 아게하, 키타하라와 함께 컴퍼니 전원이 오프닝 세레모니에 출연하게 해달라고 화앵회에 신청하다.

## 등장인물

### 팀 오오토리
호시타니 유우타 (星谷 悠太)
성우 : 하나에 나츠키
1학년 A반→뮤지컬과 2학년 MS반. 중학교 2학년 가을에 아야나기제에 놀러갔다가 댄스 연습을 하고 있었던 어느 고등학생을 보고 그를 동경하게 되어 아야나기 학원 고등부에 입학했다. 그 고등학생이 뮤지컬학과 학생인 것을 알고 뮤지컬학과 입과를 목표로 하게 되었으며, 오디션을 보고 팀 오오토리의 일원이 된다. 초기에는 거의 초심자나 다름없는 실력 때문에 팀메이트들에게 인정받는 것이 쉽지 않았으나, 차츰 리더십과 노력을 인정받아 팀 오오토리의 리더가 된다. 밝고 긍정적인 분위기 메이커 역할을 맡고 있으며, 동물을 무서워하는 것이 약점이다.
나유키 토오루 (那雪 透)
성우 : 오노 켄쇼
1학년 A반→뮤지컬과 2학년 MS반. 호시타니의 룸메이트로, 아야나기 학원 중등부를 졸업했다. 나름대로 실력은 있는 편이나 심각한 무대공포증 탓에 실전에서 실력을 제대로 발휘하지 못한다. 자신감이 없고 부정적인 성격이지만 누구에게나 상냥하고, 요리를 좋아해서 팀메이트들의 도시락을 만들어주고 있다.
츠키가미 카이토 (月皇 海斗)
성우 : 란즈베리 아서
1학년 B반→뮤지컬과 2학년 MS반. 아야나기 학원 중등부를 졸업하고 고등부에 수석 입학한 수재이다. 아버지는 유명 연출가, 어머니는 일본을 대표하는 여배우, 형은 아야나기 학원을 수석으로 졸업하여 젊은 뮤지컬 스타인 엘리트 집안 출신으로, 형에 대한 열등감으로 냉정을 잃기도 한다.
텐겐지 카케루 (天花寺 翔)
성우 : 호소야 요시마사, 스와 아야카 (유년 시절)
1학년 A반→뮤지컬과 2학년 MS반. 가부키 극단의 후계자로 아야나기 학원에 들어오기 전부터 실제 가부키 배우로 활동한 경력자이다. '리엔의 귀공자'라는 별칭으로도 불리며 여성팬들도 상당하다. 건방진 성격과 집안사정 때문에 친구가 없어 애완고양이 '타비앙'을 매우 아끼고 있었다.
쿠가 슈우 (空閑 愁)
성우 : 마에노 토모아키
1학년 B반→뮤지컬과 2학년 MS반. 편모가정에서 자라 가정형편이 어려우며, 장학금과 아르바이트로 아야나기 학원에 다니며 뮤지컬 공부를 하고 있다. 무서운 얼굴에 과묵한 성격이지만 실제로는 다른 사람에게 먼저 손을 내미는 따뜻한 성격이다. 특기는 피아노 연주.

### 팀 히이라기
타츠미 루이 (辰己 琉唯)
성우 : 오카모토 노부히코
1학년 C반→뮤지컬과 2학년 MS반. 팀 히이라기의 리더. 아야나기 학원 중등부 출신으로, 중등부 시절에는 츠키가미와 수석을 다퉜던 실력이다. 싸움을 좋아하지 않는 온화한 성격이지만 예능에 관해서는 자신에게도 타인에게도 엄격하다.
사와타리 에이고 (申渡 栄悟)
성우 : 우치다 유마
1학년 C반→뮤지컬과 2학년 MS반. 팀 히이라기의 참모. 타츠미와는 소꿉친구로, 그와 마찬가지로 아야나기 학원 중등부 출신이며 성적도 우수하다. 특기는 분석으로, 뮤지컬도 분석력으로 익히는 타입니다.
이누미네 세이시로 (戌峰 誠士郎)
성우 : 오키츠 카즈유키
1학년 C반→뮤지컬과 2학년 MS반. 천부적인 재능과 체격을 타고난 천재이나 너무 텐션이 높고 엉뚱해서 '뮤지컬 외에는 고물'이라 불린다. 다른 사람과 금방 친해지는 밝은 성격. 집은 중국집 '왕왕점'을 운영하고 있다.
토라이시 이즈미 (虎石 和泉)
성우 : KENN
1학년 C반→뮤지컬과 2학년 MS반. 쿠가와는 같은 중학교 출신으로 이전부터 알고 지냈다. 줄곧 쿠가에게서 오토바이 등 물건을 빌린다. 미남에다 호색한 성격이라 인기가 많으며 줄곧 여성들과 데이트를 즐긴다.
우가와 아키라 (卯川 晶)
성우 : 마츠오카 요시츠구
1학년 C반→뮤지컬과 2학년 MS반. 교토 출신이며 중학교 때까지는 교토에서 살았다. 귀여운 외모와는 달리 소악마 성격으로 자주 팀 오오토리 멤버와 트러블을 일으킨다. 타츠미를 매우 존경하고 있어 그의 말이라면 순종한다.

### 팀 유즈리하
제2기부터 등장.
아게하 리쿠 (揚羽 陸)
성우 : 시마자키 노부나가
뮤지컬과 2학년 MS반. 미스테리어스한 분위기를 가짐. 다른 사람과의 커뮤니케이션의 방법이 독특해, 인정했던 상대를 대하는 건 이상하게 따르는 습성이 있지만, 그 이외의 인간은 완전히 아웃 오브 안중. 중학교 1학년 때의, 뮤지컬 "Shadow & Lights"에 이쿠세이 역으로 출연했던 츠키가미 하루토의 퍼포먼스를 보고 매료당해, 이후 하루토를 '나의 신님'으로 부르며 강한 동경심을 품고 있다. 그 때 하루토가 했던 역을 쟁취하기 위해, 이쿠세이 역 오디션에 남다른 생각을 가지고 도전.
하치야 소우 (蜂矢 聡)
성우 : 타카나시 켄고
뮤지컬과 2학년 MS반. 마음씨 착한, 아게하를 잘 이해해주는 사람. 팀의 톱스타인 아게하를 중심으로 의지를 통일한다는, 팀 유즈리하의 이념을 관철해, 헌신적으로 아게하를 받쳐준다. 아야나기 학원 중등부 음악 코스의 특별진급반 출신인 실력자지만, 일상생활에선 상당히 허술하고 바보 같다. 주위로부터 '유감스러운 이케멘'이라고 인식되고 있다.
코우모토 테츠야 (甲本 哲也)
뮤지컬과 2학년 MS반.
케이히 레이 (蛍灯 玲)
뮤지컬과 2학년 MS반.
아리사카 카즈오미 (蟻坂 和臣)
뮤지컬과 2학년 MS반.

### 팀 사자나미
제2기부터 등장.
키타하라 렌 (北原 廉)
성우 : 우메하라 유이치로
뮤지컬과 2학년 MS반. 토라이시의 룸메이트. 집의 방침으로 예능 활동을 하는 조건으로, 음악 예능 분야의 명문 아야나기 학원에 입학하였고, 뮤지컬에 대해서 크게 관심있는 것은 아니다. 좌우명으로 '할 거라면 완벽하게'라는 주의를 기준으로, 학원의 톱인 뮤지컬학과에 이쿠세이 역에 드는 것을 노리지만, 오디션에 열을 올리는 멤버를 냉정한 시선으로 관찰하고 있다. 하지만, 한편 본심이 되는 계기를 찾고 있다.
난죠 코우키 (南條 聖)
성우 : 타케우치 슌스케
뮤지컬과 2학년 MS반. 키타하라와 같이, 뮤지컬에는 특별히 구애되지 않는, 예능계 진출의 초석으로 아야나기 학원에 입학하였다. 자타공인하는 재주 좋은 타입으로 '그럭저럭한다면 뭐든 할 수 있음'을 바탕으로, 오디션에 열을 올린다는 기분이 이해불가능하다고 하는 점이 키타하라와 같다. 빈둥빈둥한 태도 때문인지, 아게하가 유일하게 '싫어한다'고 공인하는 인물. 하지만, 본인은 신경쓰지 않는다. 늘 평온한 미소를 짓고 있지만, 발언은 신랄한 소프트 S.
나카코우지 하루마 (中小路 春馬)
뮤지컬과 2학년 MS반.
토도 하지메 (東堂 創)
뮤지컬과 2학년 MS반.
코자이 유하루 (香西 遊晴)
뮤지컬과 2학년 MS반.

### 팀 아카츠키
잇시키 카나데 (一色 奏)
뮤지컬과 2학년 MS반.
쥬몬지 료스케 (十文字 良亮)
뮤지컬과 2학년 MS반.
유리노 마유 (百合野 茉優)
뮤지컬과 2학년 MS반.
치기라 와타루 (千木良 渉)
뮤지컬과 2학년 MS반.
만죠메 코지 (万城目 浩司)
뮤지컬과 2학년 MS반.

### 화앵회

#### 히이라기 세대
오오토리 이츠키 (鳳 樹)
성우 : 스와베 쥰이치, 우치야마 유미 (유년 시절)
팀 오오토리의 멘토. 히이라기가의 분가인 오오토리가 출신이다. 원래 뮤지컬학과 후보생으로 결격사유가 있었던 1학년 학생들을 자신의 스타반으로 선발하는 등 파격적인 행보를 벌인다. 실력은 단연코 뛰어난 천재이나 괴짜 타입.
히이라기 츠바사 (柊 翼)
성우 : 히라카와 다이스케, 요시노 유나 (유년 시절)
이사장 가문인 히이라기 가의 후계자로 화앵회 수석. 아야나기 학원의 전통을 지키며 아야나기 브랜드의 스타를 길러내는 것을 자신의 사명으로 여기고 있다. 오오토리의 파격적인 행보를 달갑지 않게 여기고 있으나 적극적으로 막아서지는 않는다.
아카츠키 코우지 (暁 鏡司)
성우 : 모리쿠보 쇼타로
히이라기에게 매우 심취해 있어 그와 함께 학원의 전통을 지키는 것을 중요시여긴다. 학원의 전통과 맞지 않는 행동을 하는 오오토리와 팀 오오토리의 존재를 눈엣가시처럼 여기고 있으며, 그들을 견제하려 한다.
유즈리하 크리스찬 리온 (楳=クリスチアン=リオン)
성우 : 토리우미 코스케
일본인과 프랑스인의 혼혈로, 중학교 때까지는 프랑스에서 지냈다. 여유롭고 느긋한 성격이며, 오오토리의 독특함과 기발함도 긍정적으로 평가하고 있다.
사자나미 사쿠야 (漣 朔也)
성우 : 하타노 와타루
화앵회의 서기 업무 담당. 자신의 의견은 적극적으로 피력하지 않고 중립적인 입장에서 화앵회의 결정을 존중한다.

#### 시키 세대
제3기에서 등장. OVA 제14막에서 히이라기 세대의 화앵회 멤버로 뽑힌 새로운 화앵회. 전 화앵회인 히이라기 세대에 계속 5인 체제로 되어있다. 멤버는 2019년 3월 15일 공개된 애니메이션 제3기 키 비주얼에서 일러스트가 최초 발표되고, 3월 20일부터 국제 전시장역 콩코스 에스컬레이터에서 한시적으로 등장한 캐릭터 간판으로는 이름이 밝혀졌다. 성명에는 계절이 사용되어 있다.
시키 토우마 (四季 斗真)
성우 : 나미카와 다이스케
뮤지컬과 3학년 MS반. 히이라기 세대에 의해 선택된 화앵회 멤버. 퍼포먼스력이 뛰어나, 중등부 시대는 성적 톱이었던 후유사와와 어깨를 나란히 하고 있었다. 스타틀 시대에는 스타 오브 스타의 틀에 속했다. 퍼포먼스 이외에 튀는 것을 좋아하지 않기 때문에 표무대에 서는 경우는 거의 없지만, 독자적인 이유에 의해 화앵회에 입성하는 것을 결정한다. 화앵회를 맡으면서 개인보다는 조직의 뜻을 존중하지만 무의식에 답답함을 느낀다.
후유사와 료 (冬沢 亮)
성우 : 사이토 소마
뮤지컬과 3학년 MS반. 히이라기 세대에 의해 선택된 화행회 멤버. 같은 화앵회의 사계절과는 중등부에서의 교제이며, 사계절부터는 가장 신뢰받고 있다. 스타 틀 때는 시키와 함께 스타 오브 스타 틀에 소속하고 있어, 팀 리더도 맡고 있었다. 높은 실력을 가지고, 중등부 시대는 음악 코스의 특진 클래스에서 톱의 성적을 거두고 있어 고등부에 올라도 수석의 자리를 관철하고 있다. 화앵회의 일원으로서 한 연기자들로서도 아주 엄격한 생각을 갖고 현 2학년생 중에서는 스타 틀 시대에 스타 오브 스타 틀이 되어온 팀 히이라기를 걱정하고 있다.
카스가노 시온 (春日野 詩音)
성우 : 야마시타 다이키
뮤지컬과 3학년 MS반. 히이라기 세대에 뽑힌 화앵회의 멤버. 1학년 때는 스타 테두리가 아닌 일반 틀인 남다른 노력을 기울이는 뮤지컬 학과에 입성했다. 그 때, 일반의 틀인 자신의 팀을 배려해 준 것으로부터 사계절을 진심으로 그리워하고 있다. 점이 취미.
이리나츠 마사시 (入夏 将志)
성우 : 오오사카 료타
뮤지컬과 3학년 MS반. 히이라기 세대에 뽑힌 화앵회의 멤버. 1학년은 카스가노와 같은 일반 틀이며, 같은 팀에 소속되어 있었다.카스가노와 마찬가지로, 자신들을 구해 준 사계절에는 은혜를 느끼고 있다. 부모는 유명한 음악가이며, 화앵회 프로듀스의 오프닝 셀레모니의 악곡 제작을 제안하고 있으며, 자신도 음악 제작을 하고 있다.축제남으로, 불타는 인간이나 전개의 전개를 좋아한다. 한편으로 싸움은 좋아하지 않기 때문에, 조정역을 사고 나오는 경우도 있다.
치아키 타카쿠미 (千秋 貴史)
성우 : 코니시 카즈유키
뮤지컬과 3학년 MS반. 히이라기 세대에 뽑힌 화앵회의 멤버. 후유사와랑 아동극단 시대부터의 소꿉친구이지만, 현재는 어떤 일을 계기로 견원관계이다. 하지만, 중등부 시대는 함께 학생회 임원을 맡는 등, 굼뜬 관계도 계속되고 있다. 학생회 임원 시절 부회장이던 난조는 낯익은 사이여서 "코우짱"으로 부르며 친숙하다. 후유사와에 대해서는 복잡한 감정을 가지고 있어, 악태를 취하는 일도 적지 않지만, 붙지 않고 거리감을 유지하면서 후유사와의 언동에 신경을 쓰고 있다.

### 앤시언트
제2기부터 등장. 뮤지컬 학과에 오른 팀 오오토리의 코치 역할을 담당한다. 모두 아야나기 OB로 동기 하루토와 함께 화앵회에 소속되어 있었다.
츠키가미 하루토 (月皇 遥斗)
성우 : 코야스 타케히토
츠키가미의 형으로, 아야나기 학원을 수석으로 졸업하고 현재 왕성하게 활동 중인 뮤지컬 스타. 현 화앵회 멤버들이 1학년이었을 때 팀 츠키가미의 멘토로서 지도하기도 했다.
우오즈미 아사키 (魚住 朝喜)
성우 : 모리카와 토시유키
하루토와 같은 세대의 전 화앵회 멤버. 하루토와는 중등부 입학의 교제. 말투는 거칠지만 형 피부인 측면이 있다. 화앵회 임기 때, 스타반을 선발할 때 하루토에게 이츠키를 빼앗긴 이후 일방적으로 절교 중이다. OVA에서도 당시의 것을 가슴에 갖고 있는 것이 하루토의 입으로부터 말해지고 있다.
사오토메 리츠 (早乙女 律)
성우 : 오키아유 료타로
하루토와 같은 세대의 전 화앵회 멤버. 하루토를 "전 인류 가운데 유일하게 자신과 함께 만큼 아름답다"라고 칭했고, 무효화되고 있다. 고등부 시절에는 "하루토 왕자와 리츠 공주"라고 불릴 정도로, 리츠 자신도 미모를 겸비하고 있다.
후타바 타이가 (双葉 大河)
성우 : 호시 소이치로
하루토와 같은 세대의 전 화앵회 멤버. 귀여운 외모이지만 재학 시절부터 4명 가운데 가장 어른이며 냉정하고 시야가 넓은 중재자 역. 앤시언트 재임 중에는 형법의 아파트에 눌어붙어 있다.

### 그 외
나유키 유우키 (那雪 ゆうき)
성우 : 아스미 카나
나유키의 여동생. 아야나기 학원 중등부에 재학 중이며 재봉이 특기라 팀 오오토리의 무대 의상을 제작해 준다. 츠무기에 비하면 더 적극적이고 당찬 성격이다.
나유키 츠무기 (那雪 つむぎ)
성우 : 카네모토 히사코
나유키의 여동생. 유우키와는 일란성 쌍둥이로 같이 아야나기 학원 중등부에 다니고 있다. 유우키와 마찬가지로 재봉에 소질이 있어 함께 무대 의상을 제작한다. 과묵하고 무표정한 성격이다.
히이라기 무네요시 (柊 宗厳)
성우 : 시마다 빈
아야나기 학원을 경영하는 이사장이며, 히이라기 일가의 본가의 주인. 외손자의 날개를 상속자로서 얻다, 그에게 피아노나 댄스 등 뮤지컬의 영재 교육을 베풀다.